# Jans Rautenbach
Jans Rautenbach (22 de febrero de 1936 – 2 de noviembre de 2016) fue un cineasta sudafricano.  Su película de 1968 Die Kandidaat atrajo polémica y recibió cierta censura en Sudáfrica, debido a la crítica percibida del sistema político apartheid. Su última película, Abraham de 2014, fue un éxito de taquilla en el país africano.

## Filmografía seleccionada
- Die Kandidaat (1968)
- Katrina (1969)
- Jannie Totsiens (1970)
- Pappalap (1971)
- Ongewenste Vreemdeling (1974)
- Eendag Op 'n Reendag (1976)
- My Way II (1977)
- Blink Stefaans (1981)
- Broer Matie (1984)
- Niemand weint für immer (1985)
- Abraham (2014)